# Final Fantasy
| 1987      | Final Fantasy                          |
| 1988      | Final Fantasy II                       |
| 1989      |                                        |
| 1990      | Final Fantasy III                      |
| 1991      | Final Fantasy IV                       |
| 1992      | Final Fantasy V                        |
| 1993      |                                        |
| 1994      | Final Fantasy VI                       |
| 1995–1996 |                                        |
| 1997      | Final Fantasy VII                      |
| 1998      |                                        |
| 1999      | Final Fantasy VIII                     |
| 2000      | Final Fantasy IX                       |
| 2001      | Final Fantasy X                        |
| 2002      | Final Fantasy XI                       |
| 2003–2005 |                                        |
| 2006      | Final Fantasy XII                      |
| 2007–2008 |                                        |
| 2009      | Final Fantasy XIII                     |
| 2010      | Final Fantasy XIV (joc video din 2010) |
| 2011–2012 |                                        |
| 2013      | Final Fantasy XIV                      |
| 2014–2015 |                                        |
| 2016      | Final Fantasy XV                       |
| 2017–2022 |                                        |
| 2023      | Final Fantasy XVI                      |

Final Fantasy (japoneză: ファイナルファンタジー, Fainaru Fantajī) este o franciză media japoneză de antologie de fantezie științifică creată de Hironobu Sakaguchi și dezvoltată și deținută de Square Enix. Franciza se concentrează pe o serie de jocuri video de rol de fantezie și de fantezie științifică. Prima lansare a fost Final Fantasy la 18 decembrie 1987. Sunt 16 părți principale numerotate ale seriei care au fost lansate până în prezent (2 titluri Final Fantasy XIV). De la prima lansare, franciza s-a ramificat în alte genuri de jocuri video, cum ar fi jocuri de rol tactic, de rol de acțiune, multiplayer online în masă, de curse, de împușcături la persoana a treia, de luptă și de acțiune, dar s-a ramificat și în alte medii, cum ar fi filme CGI, anime, manga și romane.
A 17 parte principală a seriei, Final Fantasy XVI, va fi lansată în 2023.